# Éteres de difenila polibromados

Éteres Difenílicos Polibromados (PBDE do inglês polybrominated diphenyl ethers) são compostos organobromados que são usados como retardadores de chama. Como outros retardadores de chama bromados, PBDEs tem sido usados em uma grande variedade de produtos, incluindo materiais de construção, produtos eletrônicos, mobília, veículos a motor, aeroplanos, plásticos, espumas de poliuretano e têxteis. Eles são estruturalmente semelhante aos PCBs e outros compostos polialogenados, consistindo de dois anéis aromáticos halogenados. PBDEs são classificados de acordo ao número médio de átomos de bromo na molécula. Os perigos para a saúde destes compostos químicos tem atraído crescente atenção, e eles têm sido mostrados para reduzir a fertilidade em seres humanos a níveis encontrados nos domicílios. Seus análogos de cloro os éteres de difenila policlorados (PCDEs, polychlorinated diphenyl ethers).

### Utilizações dos PBDEs
Os PBDEs têm sido bastante utilizados nas últimas décadas, devido à sua elevada eficácia e baixo custo. Estes compostos são utilizados numa extensa variedade de produtos, nomeadamente, materiais de construção, produtos de eletrónica, mobiliário, plásticos e têxteis.

### Mecanismo de ação
O mecanismo de ação dos PBDEs baseia-se na libertação dos radicais bromo durante o processo de combustão. Todo o processo pode ser dividido em várias etapas, nomeadamente, aquecimento, pirolise, ignição, combustão ou propagação e extinção.
Pirolise – decomposição térmica do PBDE, com hemólise das ligação R-BR com consequente libertação de radicais bromo, capazes de reagir com as ligações R-H, abstraindo desta forma o hidrogénio para permitir a formação de ácido bromídrico
Ignição – Reação do ácido bromídrico com outros radicais altamente reativos que se formaram nas etapas anteriores, entre os quais o H• e HO•.
Combustão – competição do ácido bromídrico com o oxigénio pelos radicais livres, com consequente minimização da ocorrência de reações exotérmicas. Ocorre, assim, resfriamento do sistema, reduzindo a fase gasosa e inibindo a combustão.
Extinção – Regeneração do ácido bromídrico graças aos radicais bromo formados como produto das reações anteriores, dando sequência a novas reações radicalares que culminarão com a extinção.

### Como podem os PBDEs afetar a saúde humana?
Os PBDEs têm uma estrutura muito semelhante aos PCBs (bifenilos policlorados), que são compostos com conhecidas propriedades tóxicas para o ser humano. Assim, esta semelhança estrutural desde cedo colocou suspeitas de toxicidade para os PBDEs. Hoje em dia, sabemos que os PBDEs são compostos tóxicos para a saúde humana, causando danos a nível do sistema endócrino, disfunção da tiroide, problemas neurológicos, imunológicos e reprodutivos. Mais recentemente, foram, também, associados a problemas no desenvolvimento e comportamento das crianças e a diversos tipos de cancro.
- Disruptores do sistema endócrino: Podem interferir de várias formas, nomeadamente, na produção, libertação, transporte, metabolismo, ligação e eliminação de hormonas no organismo humano e, consequentemente, causar desregulação hormonal e, assim, afetar negativamente o sistema endócrino.

- Disfunção da tiroide: Afetam a função da tiroide, causando hipotiroidismo ou hipertiroidismo.

- Problemas neurológicos: Estão associados a alterações no desenvolvimento neurológico, distúrbios de comportamento e diminuição do QI.

- Problemas imunológicos: Podem afetar o sistema imunológico, diminuindo a capacidade em combater infeções e doenças.

- Problemas a nível do sistema reprodutor: Afetam a fertilidade e a reprodução em ambos os géneros. [4][5][6]